# ヨゼフ・スタンク
ヨゼフ・スタンク（Jozef Stank, 1940年10月26日 - 2005年3月7日）は、チェコスロバキアおよびスロバキアの政治家。チェコスロバキア時代はスロバキア共産党に所属し、ビロード革命後は民主左翼党に参加した。1986年から1992年まで人民院議員、1992年に国民院議員。2001年から2002年までミクラーシュ・ズリンダ政権で国防大臣。

## 生涯
1964年にスロバキア工科大学組織管理学部を卒業。1964年から1989年まで電子業界に勤務。1980年から1986年までは自動車企業テスラ・ブラチスラヴァの社長およびブラチスラヴァの家電企業VHJテスラの最高経営責任者を務めた。
スタンクは「正常化」の時期以前から政治活動に関与し、1986年の人民院選挙にスロバキア共産党から当選。1987年よりチェコスロバキア電子工業省の商務局長に就任。ビロード革命後も政界で活動し、連邦議会で副議長を務めた。1990年の人民院選挙でもスロバキア共産党から再選し、同年に民主左翼党に参加。当時の民主左翼党はチェコスロバキア共産党の下部組織であったが、翌1991年にチェコスロバキア共産党から離脱し独立した政党となった。スタンクは1992年の国民院選挙で国民院に鞍替えし、チェコスロバキア分離まで議員を務めた。
1993年から2001年まではスロバキア共和国の外交官として活動し、チェコ共和国のスロバキア大使館に勤務した。1998年から2001年までは駐チェコ大使を務めた。スタンクはチェコの政府要人と交流があり、特にチェコ社会民主党とは深い接点を有していた。2001年にチェコ人のイヴァン・ピリプとヤン・ブベニークがキューバ当局に拘留されたチェコ＝キューバ危機に際しては、解決を導く役割を果たした。スタンクはキューバ当局に対し書簡を送り、チェコ上院議長ペトル・ピトハルトの渡航許可を要望した。これによりピトハルトのキューバ訪問が実現し、事件解決につながった。2001年から2002年まで第一次ミクラーシュ・ズリンダ内閣にて国防大臣。2002年から2004年までルドルフ・シュステル大統領の下で大統領府職員。
スタンクは既婚者であり、子供を3人儲けた。2005年に深刻な病気により、ブラチスラヴァの病院にて死去。